# 9520 Montydibiasi
9520 Montydibiasi eller 1978 VV6 är en asteroid i huvudbältet som upptäcktes den 7 november 1978 av de båda amerikanska astronomerna Eleanor F. Helin och Schelte J. Bus vid Palomarobservatoriet. Den är uppkallad efter Lamont “Monty” Di Biasi.